# Platycnemis echigoana
Platycnemis echigoana är en trollsländeart som beskrevs av Syoziro Asahina 1955. Platycnemis echigoana ingår i släktet Platycnemis och familjen flodflicksländor. Inga underarter finns listade i Catalogue of Life.